# Wang Zhouyu
Dans ce nom chinois, le nom de famille, Wang, précède le nom personnel.
Pour les articles homonymes, voir Wang.
Wang Zhouyu (en chinois : 汪周雨), née le 13 mai 1994 à Yichang (Chine), est une haltérophile chinoise, championne olympique en moins de 87 kg en 2020 à Tokyo.

## Carrière
Aux Jeux olympiques d'été de 2020, elle remporte la médaille d'or en moins de 87 kg avec 270 kg.

## Palmarès

### Jeux olympiques
- médaille d'or en moins de 87 kg aux Jeux olympiques d'été de 2020 à Tokyo

### Championnats du monde
- médaille d'or à l'épaulé-jeté et au total et médaille de bronze à l'arraché en moins de 81 kg aux Championnats du monde 2022 à Bogota
- médaille d'or à l'arraché, à l'épaulé-jeté et au total en moins de 87 kg aux Championnats du monde 2019 à Pattaya
- médaille d'or à l'épaulé-jeté et au total et médaille d'argent à l'arraché en moins de 76 kg aux Championnats du monde 2018 à Achgabat

### Championnats d'Asie
- médaille d'or à l'arraché, à l'épaulé-jeté et au total en moins de 87 kg aux Championnats d'Asie 2020 à Tachkent
- médaille d'or à l'arraché, à l'épaulé-jeté et au total en moins de 87 kg aux Championnats d'Asie 2019 à Ningbo
- médaille d'or à l'arraché, à l'épaulé-jeté et au total en moins de 75 kg aux Championnats d'Asie 2015 à Phuket